# Bodiluddelingen 2020
Bodiluddelingen 2020 fandt sted den 29. februar 2020 på Folketeatret i København og markerede den 73. gang Bodilprisen blev uddelt. Uddelingens vært var skuespiller Jesper Groth.
Det var tale om historisk tæt løb, da hele fire af aftenens nominerede film i kategorien "Bedste danske film" hver havde modtaget mindst fire nomineringer i de forskellige kategorier, men det blev Dronningen af May el-Toukhy, som blev aftenens største vinder med hele fire priser for bedste film, bedste kvindelige hovedrolle, bedste mandlige birolle og bedste fotograf.
Både Trine Dyrholm og Jesper Christensen slog rekord, da Dyrholm med sin trettende Bodilnominering, vandt sin syvende Bodilstatuette og dermed fastholder positionen som den mest vindende skuespiller i Bodilprisens historie. Jesper Christensen vandt sin femte Bodilstatuette og dermed er den mest vindende mandlige skuespiller i Bodilprisens historie.
Arbejdernes Landbank blev ved denne uddeling ny hovedsponsor for Bodilprisen og Talentprisen ændrede derfor navn til "Arbejdernes Landsbank Talentprisen".

## Vindere og nominerede
| Bedste mandlige hovedrolle | Bedste kvindelige hovedrolle |
| --- | --- |
| - Jesper Christensen for Før frosten - Esben Smed for Ser du månen, Daniel - Jacob Lohmann for De frivillige - Mohammed Ismail Mohammed for Danmarks sønner - Zaki Youssef for Danmarks sønner                                                        | - Trine Dyrholm for Dronningen - Christine Sønderris for Cutterhead - Jette Søndergaard for Onkel - Lisa Carlehed for Til vi falder - Victoria Carmen Sonne for Usynligt hjerte                          |
| Bedste mandlige birolle | Bedste kvindelige birolle |
| - Gustav Lindh for Dronningen - Anders Matthesen for De frivillige - Kresimir Mikic for Cutterhead - Magnus Krepper for Dronningen - Peter H. Tygesen for Onkel                                                                                       | - Sofie Torp for Ser du månen, Daniel - Sherin Habib-Shokr for Danmarks sønner - Christiane Gjellerup Koch for Ser du månen, Daniel - Clara Rosager for Før frosten - Tuva Novotny for Selvmordsturisten |
| Bedste danske film | Bedste amerikanske film |
| - Dronningen af May el-Toukhy - Cutterhead af Rasmus Kloster Bro - De frivillige af Frederikke Aspöck - Før frosten af Michael Noer - Onkel af René Frelle Petersen                                                                                   | - Marriage Story af Noah Baumbach - First Reformed af Paul Schrader - Joker af Todd Philips - Once Upon a Time in Hollywood af Quentin Tarantino - The Irishman af Martin Scorsese                       |
| Bedste ikke-amerikanske film | Bedste dokumentarfilm |
| - Parasite af Bong Joon-ho (Sydkorea) - Kapernaum af Nadine Labaki (Libanon) - Smerte og ære af Pedro Almodóvar (Spanien) - Sorry We Missed You af Ken Loach (Storbritannien, Frankrig, Belgien) - The Favourite af Yorgos Lanthimos (Storbritannien) | - Q’s Barbershop af Emil Langballe - Et ægte par af Emil Langballe - Forglem mig ej af Sun Hee Engelstoft - Håbets Ø af Sidse Torstholm Larsen & Sturla Pilskog - Western Arabs af Omar Shargawi         |

## Øvrige priser

### Æres-Bodil
- Michael Wikke og Steen Rasmussen

### Sær-Bodil
- Stumfilm.dk

### Bedste fotograf
- Jasper Spanning for Dronningen

### Samarbejdspriser
Henning Bahs Prisen
- Josephine Farsø for Harpiks

Bedste manuskript
- René Frelle Petersen for Onkel

Arbejdernes Landsbank Talentprisen
Vinder: Ulaa Salim, instruktør, for Danmarks Sønner
- Jesper Fink, manuskriptforfatter, for Før frosten
- Louise McLaughlin, fotograf, for Harpiks
- Rasmus Kloster Bro, instruktør, for Cutterhead
- Sofie Torp, skuespiller, for Ser du månen, Daniel